# 대한민국 형사소송법 제82조
대한민국 형사소송법 제82조는 수통의 구속영장의 작성에 대한 형사소송법의 조문이다.

## 조문
제82조(수통의 구속영장의 작성) ① 구속영장은 수통을 작성하여 사법경찰관리 수인에게 교부할 수 있다.
②전항의 경우에는 그 사유를 구속영장에 기재하여야 한다.

第82條(數通의 拘束令狀의 作成) ① 拘束令狀은 數通을 作成하여 司法警察官吏 數人에게 交付할 수 있다.
②前項의 境遇에는 그 事由를 拘束令狀에 記載하여야 한다.

## 참고 문헌
- 손동권 신이철, 새로운 형사소송법(초판, 2013), 세창, 2013. ISBN 9788984114081

## 같이 보기
- 구속영장